# 角振隼總明神
角振隼總明神為日本廣島縣安藝郡府中町角振神社所祭祀之神祇，亦稱角振隼總別命。

## 概要

### 多聞院日記之記載
根據《多聞院日記》（たもんいんにっき）天文12年（1543年）7月1日之記錄，有一名為角振神的神明，來自椿本神社（今位於春日大社本殿迴廊內）。彼時天皇在禁宮裡受戒，白晝裡竟出現伴隨眾多天狗的奇怪物體。於是天皇開口問道：「是哪位神明降臨禁宮？」答曰：「吾乃角振神。」身著淨衣翩然現身之時，天魔悉數被消滅。

### 春日權現驗記繪之記載
完成於延慶2年（1309年）的《春日權現驗記繪》第4卷「天狗參入東三條殿事」記載，有一天狗法師潛入關白太政大臣藤原忠實的東三條邸，卻因角振明神靈威顯赫而被嚇跑。

## 解說
原本角振隼總明神乃角振神社之祭神，後者在延曆3年（784年）至天慶3年（940年）間從奈良市角振町的隼神社分靈而來。但後來在天文年間毀壞，遂將角振隼總明神移往末社山王神社（今三翁神社，位於廣島縣廿日市市宮島町〔嚴島〕）合祀，《國内神名帳》記載該神社為「正四位三前」。
據村井古道在江戶時代中期完成的著書《奈良坊目拙解》記載，隼神社奉祀的角振神乃「火酢芹命之子，而隼神為父，父子二神共祀。祠堂前有一棵大柿樹，號稱神木。」因此，1985年出版的《奈良市史（社寺編）》亦引用此段記錄。隼神亦即火酢芹命，《日本書紀》記載火闌降命（即火酢芹命）為隼人之祖，故稱隼神。

## 信仰
日本境內祭祀角振隼總明神的神社主要計有下列：
- 椿本神社（奈良縣奈良市）：春日大社本殿內。
- 隼神社（奈良縣奈良市角振新屋町）
- 隼神社（京都市中京區）
- 三翁神社（廣島縣廿日市市宮島町）

## 內部連結
- 火闌降命

## 外部連結
- （日語）（府中町）三翁神社 （页面存档备份，存于）